# Tarkwa

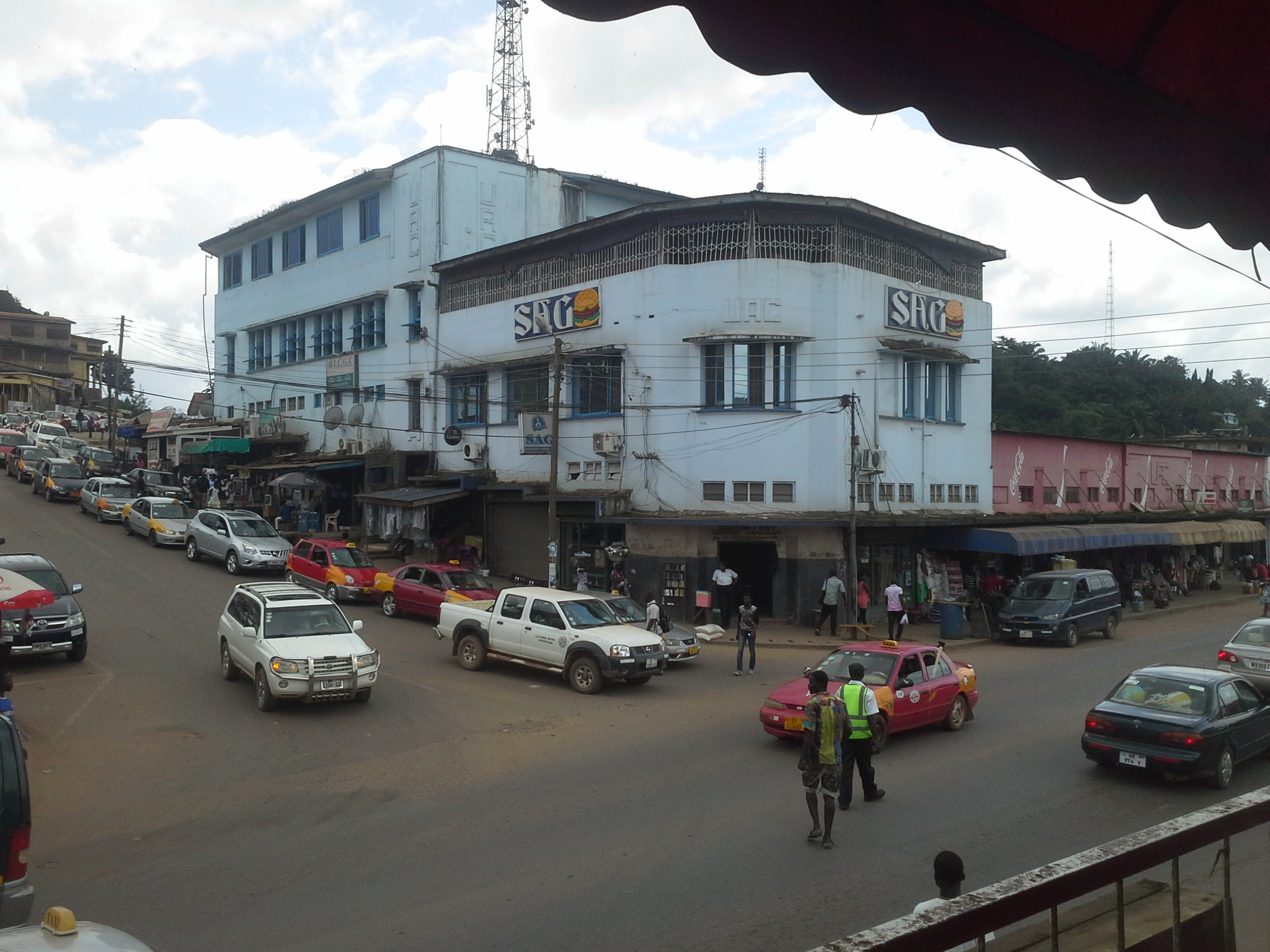
Centrala Tarkwa.

Tarkwa är en ort i sydvästra Ghana, belägen cirka 6 mil nordväst om Sekondi-Takoradi. Den är huvudort för distriktet Tarkwa Nsuaem, och folkmängden uppgick till 27 954 invånare vid folkräkningen 2010. Många omgivande samhällen har växt samman med Tarkwa, eller ligger inom bara några kilometers avstånd, och hela storstadsområdet har cirka 50 000 invånare. Tarkwa med omgivning är ett centrum för gruvbrytning av guld och mangan, med dagbrott strax utanför orten. Man tror att regionen runt Tarkwa, och Bogoso i norr, var det första området för utvinning av guld i Ghana, och wassafolket utvann guld i regionen innan européernas ankomst.